# Frankfurter Handball Club
Der Frankfurter Handball Club e. V. (FHC) ist ein Frauenhandballverein aus Frankfurt (Oder). Er gründete sich 1994 durch einen Zusammenschluss der damals erstklassigen Handballabteilung des BFV Frankfurt (Oder) und der damals zweitklassigen Handballabteilung des SV Blau-Weiss Frankfurt (Oder). Der BFV Frankfurt (Oder) war wiederum ein Nachfolgeverein des 1990 aufgelösten ASK Vorwärts Frankfurt (Oder), dessen Handballsektion in den 1980er Jahren eine der stärksten Frauenhandballmannschaften der DDR hatte.

## Vereinsdaten
Der FHC ist nur noch im Frauenhandball aktiv. Neben der ersten Mannschaft, die lange Jahre bis 2013 in der 1. Bundesliga spielte, gibt es noch sechs Juniorenteams in allen Altersklassen und eine 2. Mannschaft. Der Verein hat zurzeit etwa 150 Mitglieder, Präsident ist Wolfgang Pohl. Die Heimspiele der ersten Mannschaft werden in der Brandenburg-Halle ausgetragen, in die 2500 Zuschauer passen.

## Geschichte
Der Frankfurter Handball Club wurde 1994 gegründet und entstand aus der Fusion der beiden Handballabteilungen der Vereine BFV und Blau-Weiß Frankfurt (Oder). Die Handballer des BFV gingen ihrerseits auf den 1951 gegründeten SV Volkspolizei Vorwärts Leipzig zurück, der zunächst 1953 nach Berlin und dessen Handballabteilung 1969 nach Frankfurt (Oder) delegiert wurde. Als ASK Vorwärts Berlin nahm die Sektion Handball zunächst nur im Männerbereich am Wettspielbetrieb teil. Dabei konnte man im damals noch gespielten Feldhandball vier DDR-Meistertitel und im Hallenhandball einen DDR-Meistertitel erringen. Nach dem Wechsel nach Frankfurt (Oder) und der entsprechenden Umbenennung in ASK Vorwärts Frankfurt (Oder) konnte die Männermannschaft noch drei DDR-Meistertitel und 1975 den Europapokal der Landesmeister erringen. Die ab 1972 kontinuierlich aufgebaute Frauenmannschaft gehörte in den 1980er Jahren zu den stärksten Mannschaften im DDR-Frauenhandball. Allein sechsmal sicherte man sich den DDR-Meistertitel. Hinzu kam in der Saison 1989/90 der Gewinn des IHF-Pokals.
Mit der Wiedervereinigung Deutschlands sah sich auch der Handball in Frankfurt (Oder) einer ständig wechselnden Umgebung ausgesetzt. Allerdings konnte er weiterhin von der Kombination des Förderstützpunktes der Bundeswehr auf dem Gelände des ehemaligen Armeesportklubs Vorwärts Frankfurt (Oder) und der vorhandenen Sportschule profitieren, wodurch es dem Verein wiederholt gelingt, Spielerinnen aus der eigenen Jugend in die erste Mannschaft zu integrieren. Bis zur Saison 1999/2000 konnte der Verein in der 1. Handball-Bundesliga der Frauen bestehen und gehörte dabei bis zur Abstiegssaison immer zu den fünf besten Mannschaften in Deutschland. Durch größere finanzielle Probleme konnten allerdings wichtige Spielerinnen nicht mehr gehalten werden und der Verein stieg in der Saison 1999/2000 erstmals seit seinem Bestehen in die 2. Bundesliga ab. Nach einer Saison der sportlichen Konsolidierung, die man mit Platz drei beendete, konnte die Mannschaft des FHC in der Folgesaison 2001/02 den Wiederaufstieg in die 1. Handball-Bundesliga der Frauen feiern. In der Saison 2003/04 gelang dann sogar der Gewinn der Deutschen Meisterschaft. In den Folgejahren platzierte sich der Verein zwar fast immer für die mittlerweile eingeführten Play-offs, ein Platz unter den ersten drei gelang allerdings nicht mehr. Nach der Saison 2012/13 wurde am 2. Juli 2013 in einer offiziellen Pressemitteilung durch den Vorstand des Vereins die Beantragung eines Insolvenzverfahrens bekanntgegeben. Als Folge der Insolvenz wurde das Bundesligateam aufgelöst. Allerdings wurde die schon damals in der 3. Liga spielende zweite Mannschaft in der Folgesaison 2013/14 mit ehemaligen Erstligaspielerinnen verstärkt und ab der Saison 2014/15 als erste Mannschaft geführt. Seitdem läuft der Spielbetrieb in der 3. Liga weiter. In der abgebrochenen Corona-Saison 2020/21 nahm der Verein an der außerordentlichen Aufstiegsrunde teil, belegte jedoch den letzten Platz. In der darauf folgenden Saison 2021/22 erreichte man die reguläre Aufstiegsrunde, belegte jedoch erneut den letzten Platz.
Der FHC hat verschiedene Jugendmannschaften im Spielbetrieb.

### Bekannteste Spielerinnen
- Bianca Urbanke-Rösicke
- Mandy Hering
- Katja Schülke
- Friederike Gubernatis

## Saisonbilanzen
| Saison    | Spielklasse              | Platz | Spiele | S  | U | N  | Tore    | Diff. | Punkte |
| --------- | ------------------------ | ----- | ------ | -- | - | -- | ------- | ----- | ------ |
| 1994/95   | Bundesliga               | 3     | 26     | 20 | 1 | 05 | 635:524 | 111   | 41:11  |
| 1995/96   | Bundesliga               | 5     | 26     | 16 | 2 | 08 | 676:583 | 093   | 34:18  |
| 1996/97   | Bundesliga               | 5     | 22     | 12 | 2 | 08 | 583:563 | 020   | 26:18  |
| 1997/98   | Bundesliga               | 4     | 22     | 14 | 1 | 07 | 572:548 | 024   | 29:15  |
| 1998/99   | Bundesliga               | 4     | 22     | 14 | 0 | 08 | 594:578 | 016   | 28:16  |
| 1999/2000 | Bundesliga               | 11    | 22     | 04 | 1 | 17 | 507:604 | −97   | 09:35  |
| 2000/01   | 2. Bundesliga            | 3     | 26     | 15 | 2 | 09 | 666:605 | 061   | 32:20  |
| 2001/02   | 2. Bundesliga            | 1     | 26     | 25 | 0 | 01 | 858:540 | 318   | 50:02  |
| 2002/03   | Bundesliga               | 4     | 24     | 16 | 1 | 07 | 715:651 | 064   | 33:15  |
| 2003/04   | Bundesliga               | 1     | 22     | 18 | 0 | 04 | 677:592 | 085   | 36:08  |
| 2004/05   | Bundesliga               | 7     | 23     | 12 | 2 | 09 | 604:612 | 0-8   | 26:20  |
| 2005/06   | Bundesliga               | 6     | 22     | 12 | 0 | 10 | 601:574 | 027   | 24:20  |
| 2006/07   | Bundesliga               | 5     | 22     | 11 | 1 | 10 | 670:668 | 02    | 23:21  |
| 2007/08   | Bundesliga               | 4     | 22     | 13 | 2 | 07 | 702:651 | 051   | 28:16  |
| 2008/09   | Bundesliga               | 4     | 22     | 12 | 1 | 09 | 661:665 | 0-4   | 25:19  |
| 2009/10   | Bundesliga               | 7     | 22     | 09 | 1 | 12 | 607:607 | ±0    | 19:25  |
| 2010/11   | Bundesliga               | 6     | 22     | 09 | 2 | 11 | 636:637 | 0-1   | 20:24  |
| 2011/12   | Bundesliga               | 6     | 20     | 10 | 1 | 09 | 561:527 | 034   | 21:19  |
| 2012/13   | Bundesliga               | 7     | 22     | 10 | 1 | 11 | 616:618 | 0-2   | 21:23  |
| 2013/14   | 3. Liga                  | 3     | 26     | 17 | 2 | 07 | 676:631 | 045   | 36:16  |
| 2014/15   | 3. Liga                  | 9     | 26     | 10 | 2 | 14 | 612:641 | −29   | 22:30  |
| 2015/16   | 3. Liga                  | 8     | 20     | 07 | 4 | 09 | 471:475 | 0-4   | 18:22  |
| 2016/17   | 3. Liga                  | 9     | 22     | 07 | 0 | 15 | 501:600 | −99   | 14:30  |
| 2017/18   | 3. Liga                  | 5     | 22     | 14 | 2 | 06 | 575:518 | 057   | 30:14  |
| 2018/19   | 3. Liga                  | 4     | 22     | 14 | 0 | 08 | 646:573 | 087   | 28:16  |
| 2019/20   | 3. Liga Nord             | 3     | 15     | 11 | 1 | 03 | 438:391 | 047   | 23:7   |
| 2020/21   | 3. Liga                  |       |        |    |   |    |         |       |        |
| 2021/22   | 3. Liga Staffel B        | 2     | 20     | 18 | 0 | 02 | 623:489 | 0134  | 36:4   |
| 2022/23   | 3. Liga Staffel Nord-Ost | 2     | 22     | 15 | 2 | 05 | 579:535 | 0039  | 32:12  |
| 2023/24   | 3. Liga Staffel Nord-Ost | 5     | 22     | 11 | 1 | 10 | 592:577 | 0015  | 23:21  |
| 2024/25   | 3. Liga Staffel Nord     | 4     | 22     | 14 | 0 | 08 | 603:574 | 0029  | 28:26  |

|  | Aufstieg |
|  | Abstieg  |

## Trainer
- Arnes Čebić (seit 2024)
- Ronald Frank (2023–2024)
- Wolfgang Dahlmann (2022–2023)
- Steffen Obst (2021)
- Torsten Feickert (2020–2021)
- Dietmar Schmidt (2019–2020)
- Wolfgang Pötzsch (2018–2019)
- Daniela Filip (2017–2018)
- Dietmar Schmidt (2006–2017)
- Thomas Hørlyk (2004–2006)
- Dietmar Rösicke (2001–2004)

## Erfolge
- Deutsche Handballmeister
2004
- DDR-Handballmeister
1982, 1983, 1985, 1986, 1987, 1990 (als ASK Vorwärts Frankfurt (Oder))
- DHB-Pokalsieger
2003
- FDGB-Pokalsieger
1981, 1982, 1984, 1986, 1990 (als ASK Vorwärts Frankfurt (Oder))
- EHF-Pokal
1985, 1990 (als ASK Vorwärts Frankfurt (Oder))
- Euro-City-Cup
1997
- Deutschland-Cup
1990 (als ASK Vorwärts Frankfurt (Oder))

### Juniorteam (II. Mannschaft)
- Meister Oberliga Ostsee-Spree: 2010, 2011, 2012
- Pokalsieger HV Brandenburg: 2008, 2010, 2011

### Jugendbereich
- A-Jugend
 Deutscher Meister/NOHV-Meister 2004, 2005
- B-Jugend
 Deutscher Meister 2002
 NOHV-Meister 1998, 2002, 2011
- C-Jugend
 NOHV-Meister 2000, 2009, 2010, 2011